# ديليا (ألبرتا)
ديليا (بالإنجليزية: Delia, Alberta)‏ هي قرية تقع في كندا في ألبرتا. يقدر عدد سكانها بـ 186 نسمة ومساحتها 1.31 كم2 وترتفع عن سطح البحر 910 متر.

## أعلام
- راي مارتن